# Ruellia dipteracanthus
Ruellia dipteracanthus là một loài thực vật có hoa trong họ Ô rô. Loài này được (Nees) Hemsl. miêu tả khoa học đầu tiên năm 1882.

## Hình ảnh

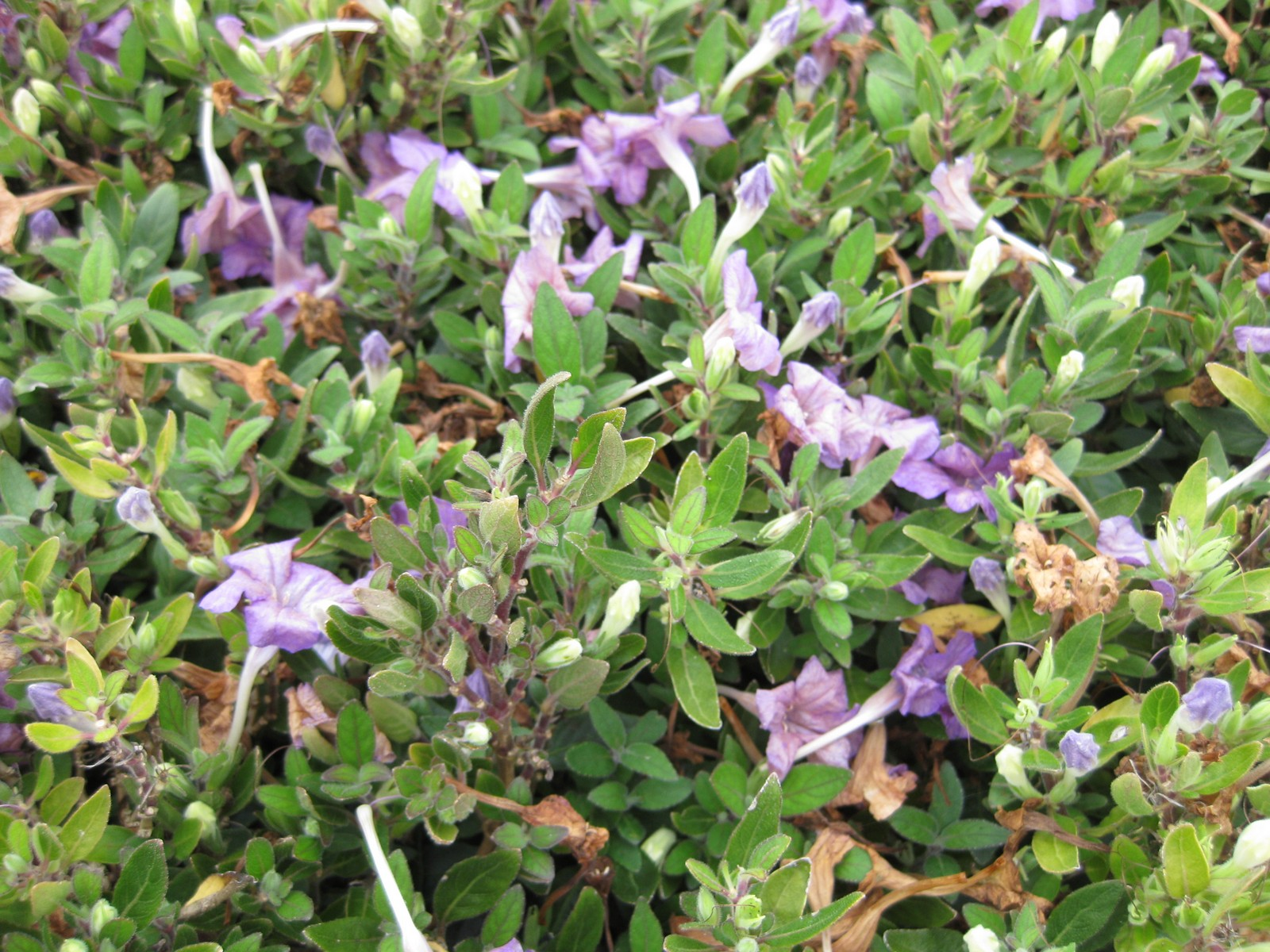
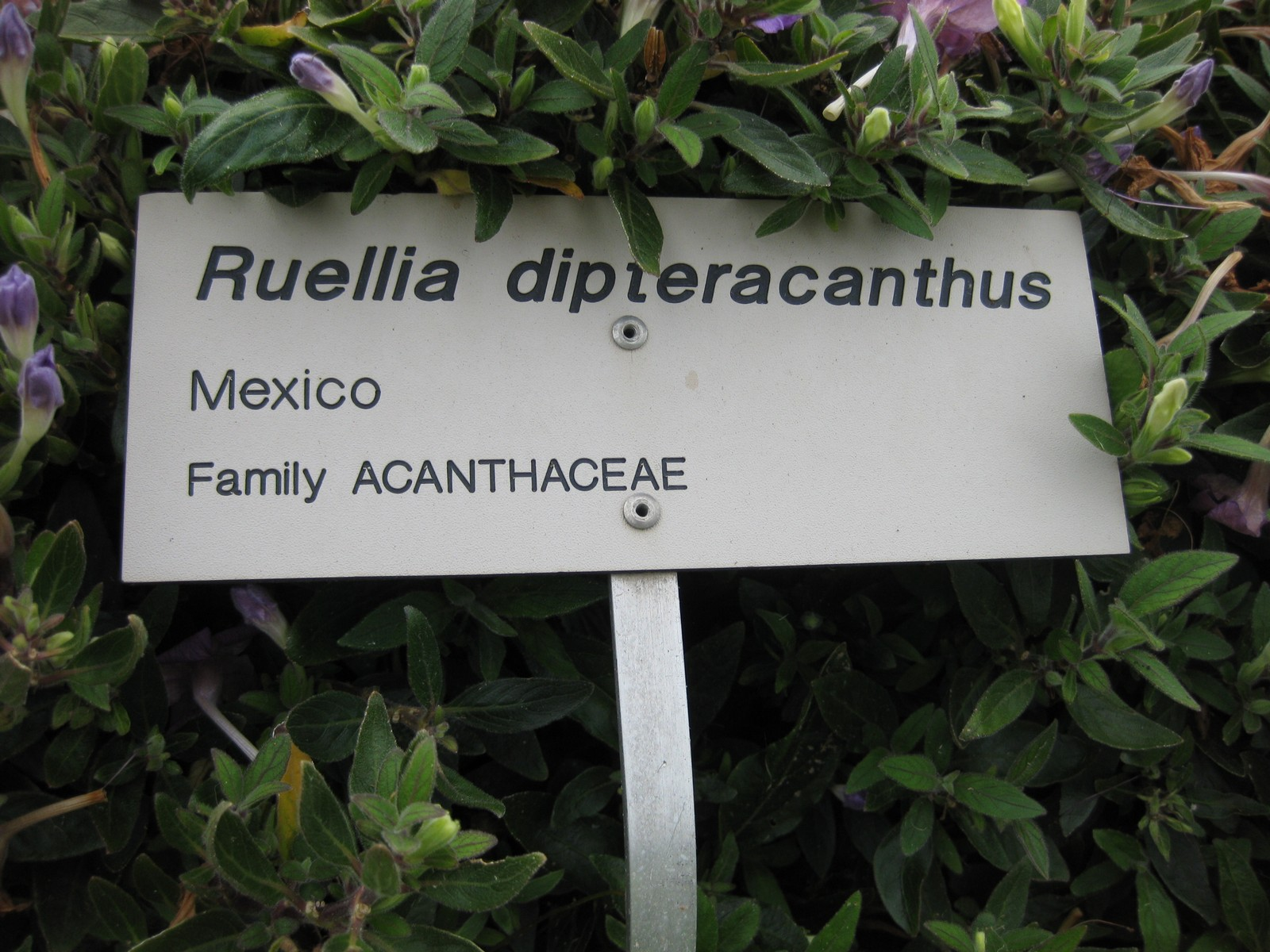
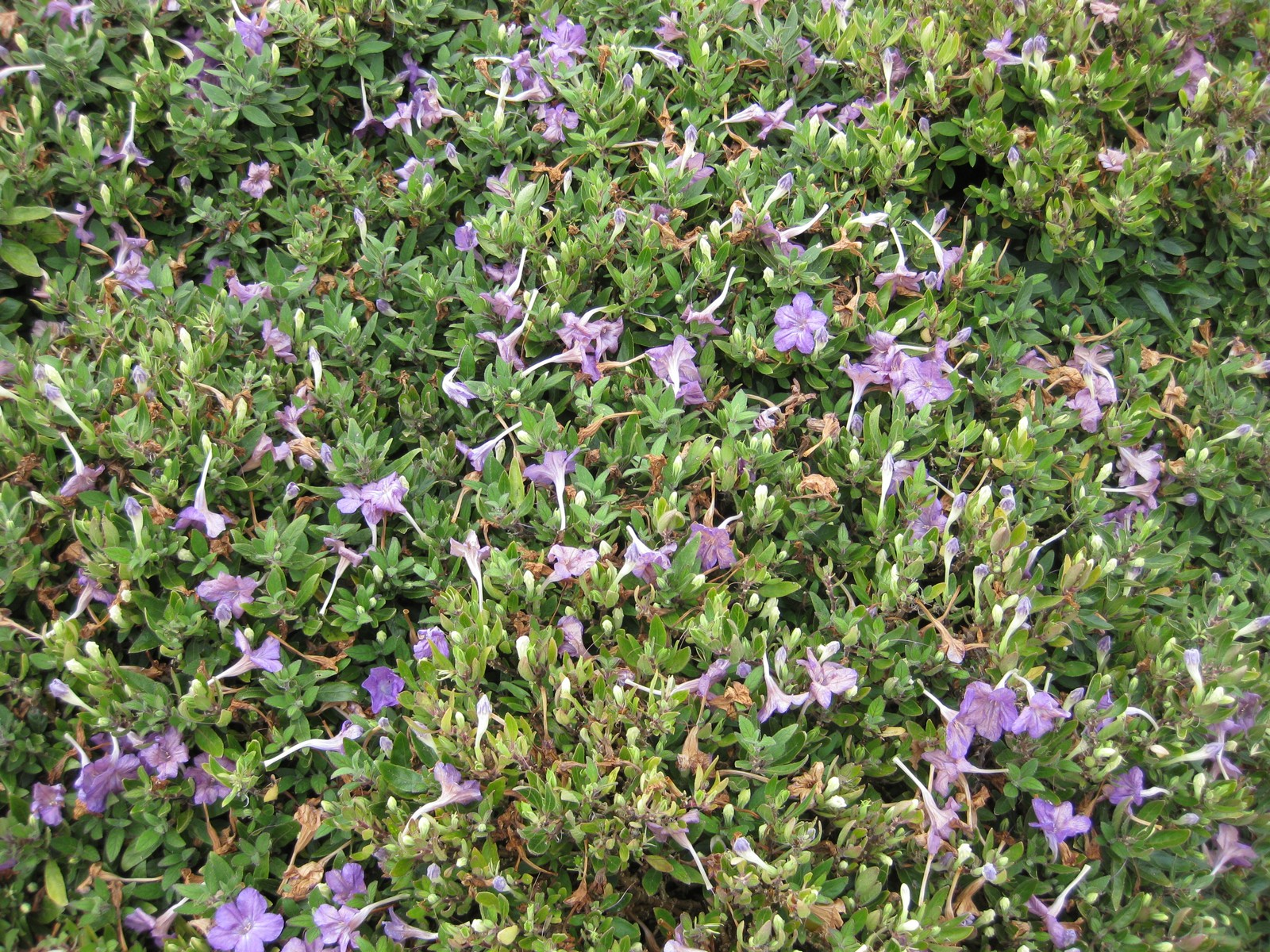